# Даллакян, Сирануш Мангиевна
Сирануш Мангиевна Даллакян (азерб. Siranuş Mangiyevna Dallakyan, удин. Даллари Сирануш Мангийи хинар; 10 марта 1910, Нидж, Нухинский уезд — 12 января 1974, там же) — советский азербайджанский табаковод, Герой Социалистического Труда (1950).

## Биография
Родилась 10 марта 1910 года в селе Нидж Нухинского уезда Елизаветпольской губернии (ныне посёлок в Габалинском районе Азербайджана).
С 1938 года колхозница, звеньевая колхоза имени Кирова (бывший имени Ленина) Куткашенского района. В 1949 году получила урожай табака сорта «Трапезонд» 25 центнеров с гектара на площади 3 гектара.
С 1969 пенсионер союзного значения.
Указом Президиума Верховного Совета СССР от 17 июня 1950 года за получение высоких урожаев табака в 1949 году Даллакян Сирануш Мангиевне присвоено звание Героя Социалистического Труда с вручением ордена Ленина и золотой медали «Серп и Молот».
Скончалась 12 января 1974 года в пгт Нидж Куткашенского района.